# 톤 로크
앤서니 터렐 스미스(영어: Anthony Terrell Smith, 1966년 3월 3일 ~ )는 톤 로크(영어: Tone Loc)라는 무대 이름으로 잘 알려진 미국의 래퍼이다. 그는 거친 목소리와 히트곡인 "Wild Thing"로 유명하며, "Funky Cold Medina"와 피쳐링으로 참여한 웨스트코스트 랩 올스타즈 협업 싱글 "We're All in the Same Gang"로 그래미 어워드 후보에 올랐다.